# Gustaf Ekehorn
Johan Gustaf Ekehorn, född 22 mars 1857 i Tjureda, Kronobergs län, död den 5 juni 1938, var en svensk kirurg.
Ekehorn blev medicine doktor 1891, och var prosektor i anatomi vid Karolinska institutet 1888-89, och amanuens och underkirurg vid Serafimerlasarettet 1889-92. And blev docent i kirurgi vid Uppsala universitet 1892, lasarettsläkare i Härnösand samma år, i Sundsvall 1898, var professor i kirurgi i Uppsala 1909-1916 och vid Karolinska institutet 1916-22. Bland Ekehorn skrifter över olika ämnen av kirurgin märks främst sådana om njurtuberkulos och andra urinvägssjukdomar.